# Bernburg Hauptbahnhof
Bernburg Hauptbahnhof (bis 14. Dezember 2019: Bernburg) ist der wichtigste Bahnhof der Stadt Bernburg (Saale) im Salzlandkreis in Sachsen-Anhalt. 1846 ging er als Kopfbahnhof in Betrieb und war somit Endpunkt einer der ältesten Bahnstrecken Deutschlands. Schon 1865 wurde er durch einen Durchgangsbahnhof ersetzt. Der alte Kopfbahnhof wurde nicht weiter für Bahnzwecke genutzt. Neben der Stammstrecke zwischen Köthen und Aschersleben zweigt seit 1889/1990 eine weitere Strecke nach Calbe ab. Im Güterverkehr spielte der Bahnhof lange eine sehr wichtige Rolle. 2012 wurden das unter Denkmalschutz stehende Empfangsgebäude und die Bahnsteige aufwändig modernisiert.

## Lage
Der Bahnhof im Nordosten der Stadt Bernburg liegt auf der Strecke zwischen Köthen und Aschersleben am Streckenkilometer 21,2. Zudem ist er Ausgangspunkt der Strecke nach Calbe. Anliegende Straßen sind die Bahnhofstraße, Hegestraße und die Köthensche Straße. Nächste Stationen sind in Richtung Norden der Bahnhof Bernburg-Waldau, der etwa zwei Kilometer entfernt liegt, und in Richtung Süden der drei Kilometer entfernte Haltepunkt Bernburg-Friedenshall.

## Geschichte

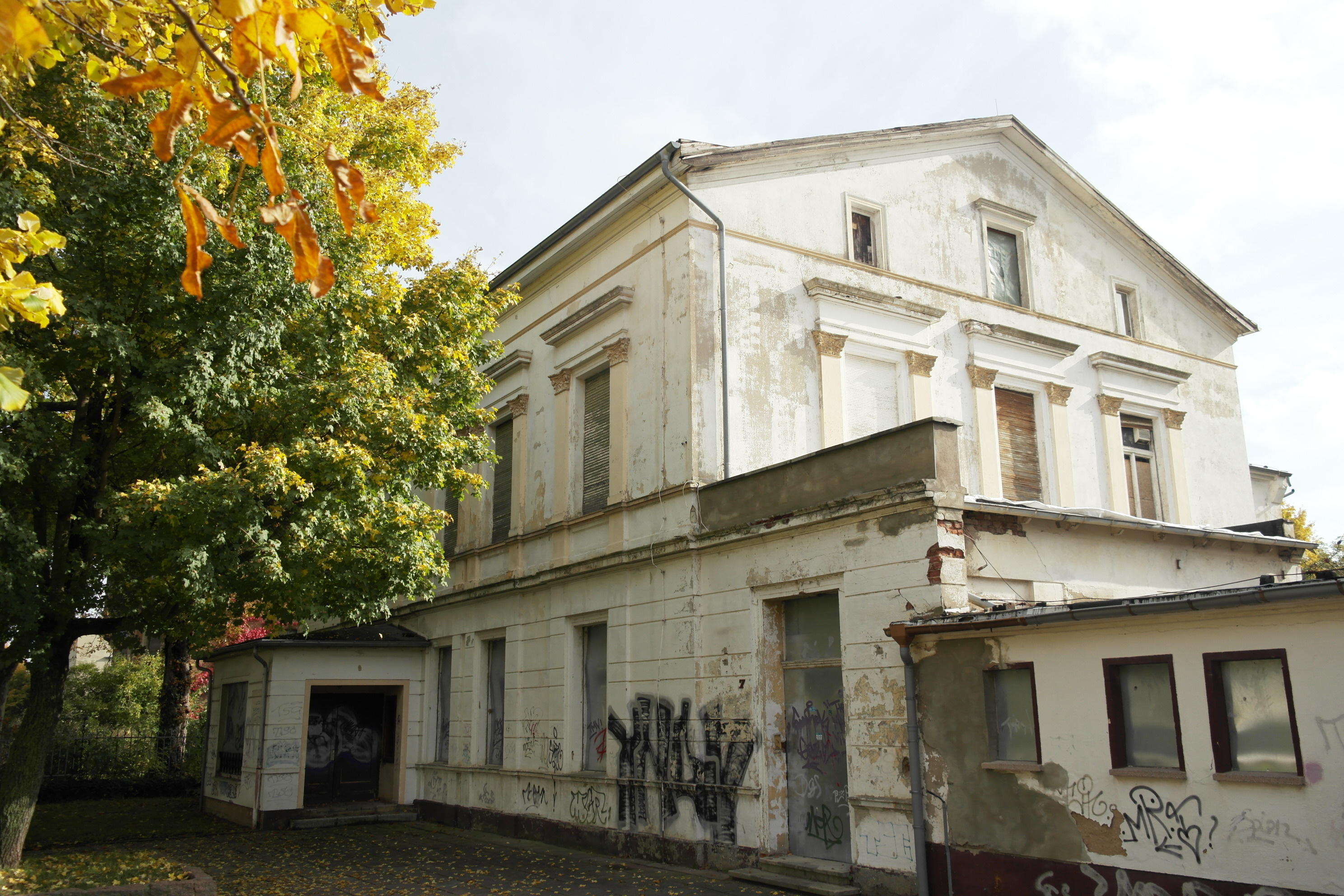
2015 abgerissenes Gebäude des ersten Bernburger Bahnhofs am Rheineplatz

Nachdem 1845 der Bau einer Bahnstrecke von Bernburg nach Köthen beschlossen wurde, konnte die Bahnstrecke schon am 10. September 1846 eröffnet werden. Bernburg war der vorläufige Endpunkt der Strecke, der Bahnhof wurde als Kopfbahnhof angelegt.
Im Zuge der Streckenverlängerung über Güsten nach Aschersleben wurde ab 1864 der Bahnhof als Durchgangsbahnhof neu erbaut und die gesamten Bahnanlagen verlegt. Zudem führten durch Bernburg von nun an einige Fernverkehrslinien. Für den Personenverkehr wurde er am 10. Oktober 1865 freigegeben. Den Güterverkehr nahm man erst sechs Monate später auf, wofür ein Güterschuppen und eine Ladestraße zur Verfügung standen. Da von dem Eisenbahnanschluss zunächst nur kleine und mittlere Betriebe Gebrauch machten, genügten die Anlagen bis ungefähr 1880 voll und ganz den Anforderungen. Zu dieser Zeit entstand das Solvaywerk in Bernburg, für das östlich des Bahnhofs die ersten Anschlussgleise verlegt wurden. Die Anschlussgleise hatten jedoch verschiedene Eigentümer, einige gehörten der Stadtgemeinde Bernburg und andere privaten Unternehmen. Nach 1880 wurde auch das Bahnbetriebswerk Bernburg errichtet, das bis 1967 eine eigenständige Dienststelle und bis 1991 eine Einsatzstelle des größeren Bahnbetriebswerks Güsten war. Der Mittelbahnsteig entstand neu im letzten Jahrzehnt des 19. Jahrhunderts.
Die Bedeutung Bernburgs im Güterverkehr stieg in seinen ersten Jahren rasant an. Durch die neu entstandenen Strecken in den Jahren 1889 und 1890 wuchs auch der Personenverkehr stark. Seine regionale Bedeutung hielt über viele Jahrzehnte an.
2012 wurden die Bahnsteige erneuert und Aufzüge eingebaut, was den Bahnhof barrierefrei machte. Ebenfalls wurde im selben Jahr das Empfangsgebäude revitalisiert und modernisiert. Die Kosten betrugen insgesamt 3,24 Millionen Euro. Hier sind ein Reisezentrum und weitere Ladenlokale untergebracht.
Zum Fahrplanwechsel am 15. Dezember 2019 erhielt der Bahnhof den neuen Namen Bernburg Hauptbahnhof.

## Anlagen

### Bahnsteige und Gleise

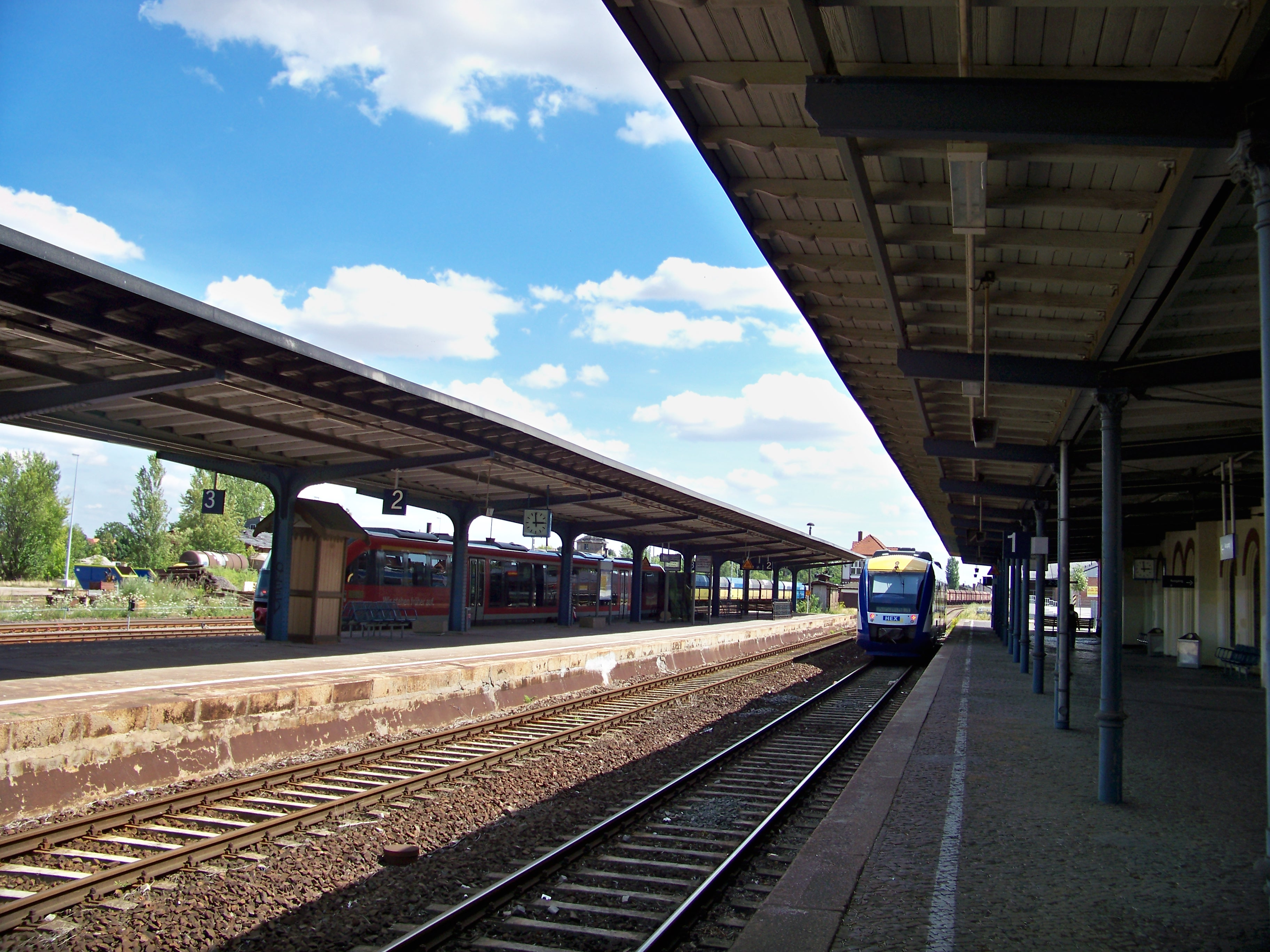
Bahnsteige (2009) vor der Sanierung

Heute hat die Station zwei Bahnsteige mit drei Gleisen, einen Haus- und einen Mittelbahnsteig. Gleis 1 ist 141 Meter lang, die anderen beiden 155 Meter.

### Empfangsgebäude

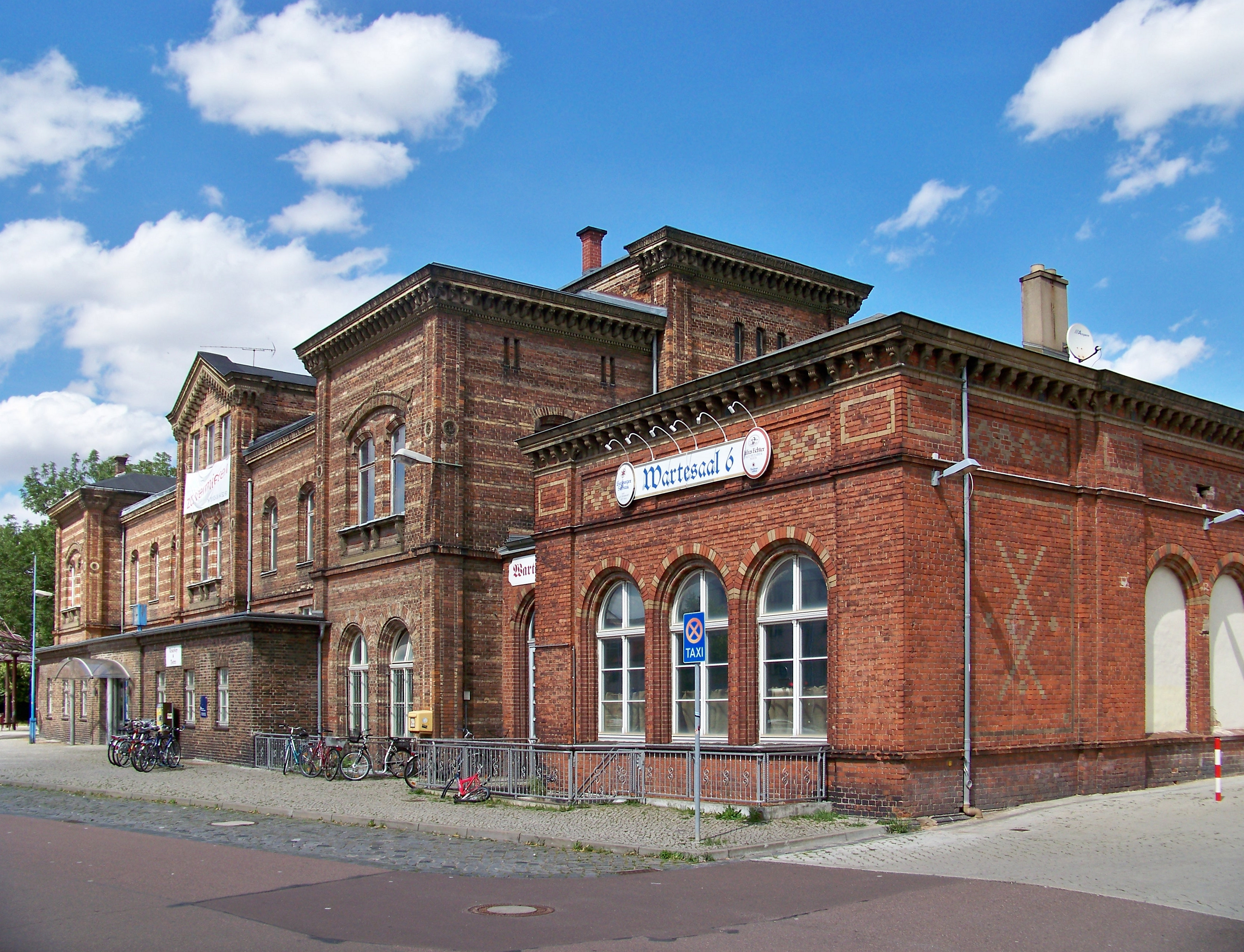
Empfangsgebäude (2009) vor der Sanierung

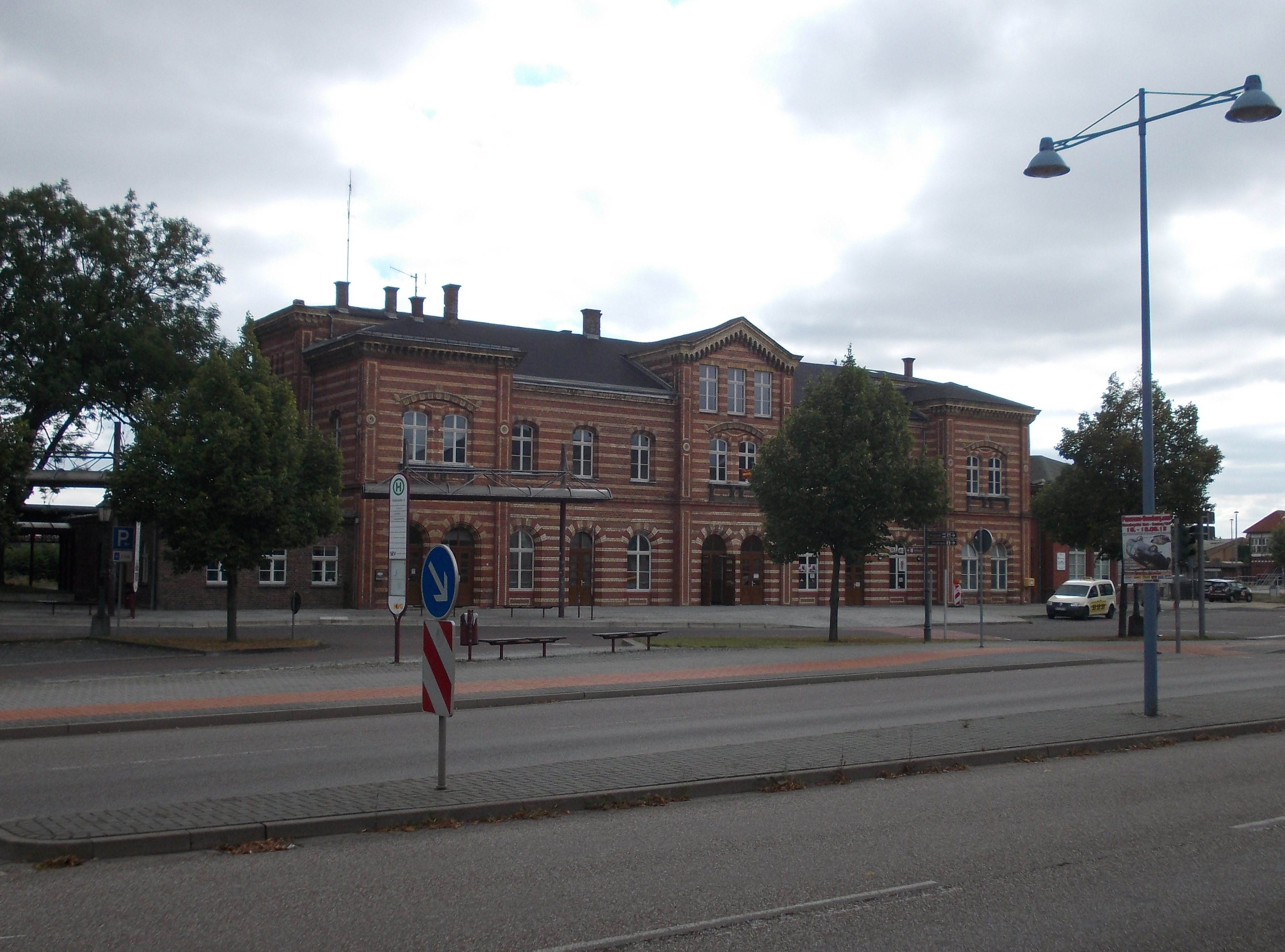
Empfangsgebäude (2013) nach der Sanierung

Das Empfangsgebäude aus der Eröffnungszeit des Bahnhofs liegt auf der Südseite der Gleisanlagen und steht unter Denkmalschutz. 2012 wurde es saniert.

### Stellwerke
Der Bernburger Bahnhof verfügt insgesamt über drei Stellwerke der Bauform Jüdel. Zwei davon sind Wärterstellwerke (W1 und W3) und eines ein Fahrdienstleiterstellwerk (B2).

### Erster Bahnhof
In der Nähe des Rheineplatzes, früher Sedanplatz genannt, stand der Bahnhof der Anhalt-Cöthenschen Eisenbahn, der 1846 in Betrieb ging. Ab diesem Jahr wurden zunächst drei Lokomotiven vom Bahnhof Bernburg aus eingesetzt. Zwei davon stammten von Borsig aus Berlin und die andere von Stephenson aus Großbritannien.
Das Empfangsgebäude aus der Eröffnungszeit des Bahnhofs war ein dreiteiliger klassizistischer Bau. Nach der Verlagerung des Bahnbetriebs zum heutigen Bahnhof wurde es als Hotel genutzt.
Nach 1990 fand sich jahrelang keine Nutzung. Eine Sanierung wurde als unrentabel verworfen, somit wurde es im März 2015 abgerissen.

## Verkehrsanbindung
Es halten Züge von Regionalverkehre Start Deutschland in Bernburg. Eingesetzt werden seit 9. Dezember 2018 nur noch Dieseltriebwagen der Baureihe 1648. In den Jahren zuvor fuhren auch Dieseltriebwagen der Baureihen 640 und 642.
| Linie                    | Linienverlauf                                      | Takt (min)                                    |
| ------------------------ | -------------------------------------------------- | --------------------------------------------- |
| RB 47                    | Halle – Könnern – Baalberge – Bernburg – Calbe Ost | 120                                           |
| RB 50                    | Dessau – Köthen – Bernburg – Güsten – Aschersleben | 060 (Dessau–Güsten) 120 (Güsten–Aschersleben) |
| Stand: 15. Dezember 2024 |                                                    |                                               |